# 金剛寺 (三木市)
金剛寺（こんごうじ）は兵庫県三木市大村にある真言宗御室派の寺院。

## 歴史
金剛寺は孝徳天皇の御世、白雉2年（651年）に開創された。法道仙人の開基であり、本尊千手観音は法道仙人の作と伝わる。
山号は法道仙人が当地に意の如く寺院の建立が成就したことから「如意山」と名付けられた。
天正年間の三木合戦では織田軍の兵火により伽藍を焼失したが、当時の住職であった良盛法印が豊臣秀吉の祐筆となっていた大村由己（元金剛寺の寺僧）を仲介して豊臣秀吉に金剛寺再興を願い出た。その後再興が許可されて天正８年（1580）に茅葺の草堂を建てた。
また、寺内には三木合戦で戦死した織田軍の武将谷大膳亮衛好や、同じく戦死した一族の位牌と墓が祀られている。
江戸時代、草堂が傾倒したため造替を行い、本堂、薬師堂、鎮守社が再建され貞享3年（1686年）入仏供養が行われた。
同時代、境内には普門院、中之坊、如意坊、多聞坊、中蔵坊などの塔頭が存在し山間一帯を所有していた。
現在は普門院、中之坊、如意坊が残り、他の塔頭は途絶えている。

平成7年の阪神淡路大震災により本堂一帯が損壊した。

## 交通アクセス
神戸電鉄粟生線大村駅下車、徒歩20分。